# Курт Беме
Курт Беме (нім. Kurt Böhme; 21 січня 1917, Ельберфельд — 16 липня 1984) — німецький офіцер-підводник, капітан-лейтенант крігсмаріне.

## Біографія
9 жовтня 1937 року вступив на флот. З жовтня 1940 по березень 1941 року пройшов курс підводника. В березні-травні 1941 року — офіцер взводу 2-го навчального дивізіону підводних човнів. З 16 червня 1941 року — 1-й вахтовий офіцер на підводному човні U-575, з березня 1942 року — на U-751. В липні-серпні 1942 року пройшов курс командира човна. З 12 вересня 1942 року — командир U-450, на якому здійснив 3 походи (разом 78 днів у морі). 10 березня 1944 року U-450 був потоплений в Середземному морі південніше Риму (41°11′ пн. ш. 12°27′ сх. д.) глибинними бомбами британських есмінців «Бленкні», «Бленкатра», «Брекон», «Ексмур» і американського есмінця «Медісон». Всі 51 члени екіпажу були врятовані і взяті в полон.

## Звання
- Кандидат в офіцери (9 жовтня 1937)
- Морський кадет (28 червня 1938)
- Фенріх-цур-зее (1 квітня 1939)
- Оберфенріх-цур-зее (1 березня 1940)
- Лейтенант-цур-зее (1 травня 1940)
- Оберлейтенант-цур-зее (1 квітня 1942)
- Капітан-лейтенант (1 січня 1945)

## Нагороди
- Залізний хрест
  - 2-го класу (10 жовтня 1941)
  - 1-го класу (1943)
- Нагрудний знак підводника (18 грудня 1941)